# Karabin maszynowy Typ 1
Karabin maszynowy Typ 1 (1-Shiki) (jap. 一式重機関銃 isshiki jū-kikanjū) – japoński ciężki karabin maszynowy z okresu II wojny światowej.

## Historia
W 1939 roku do uzbrojenia Cesarskiej Armii Japońskiej przyjęto ciężki karabin maszynowy Typ 99 (wersja cekaemu Typ 92 zasilana amunicją 7,7 × 58 mm). Jednak była to konstrukcja przestarzała, niewiele różniąca się od karabinu maszynowego Typ 3 z 1914 roku. Największą wadą karabinu Typ 99 była masa wynosząca 55 kg, o 17 kg większa niż amerykańskiego Browninga M1919.
W 1941 roku rozpoczęto produkcję nowego karabinu maszynowego Typ 1. W stosunku do poprzednich modeli masę obniżono do 37 kg. Niższa masa była przede wszystkim zasługą nowej lufy. Była ona krótsza od lufy karabinu maszynowego Typ 99 i miała żebra przyśpieszające chłodzenie o znacznie mniejszej średnicy. Pomimo mniejszej masy i powierzchni, dzięki stosunkowo niskiej szybkostrzelności karabinu maszynowego Typ 1 nie ulegała przegrzewaniu w czasie strzelania.
Karabin maszynowy Typ 1 był produkowany do końca wojny i był jednym z podstawowych wzorów broni maszynowej armii japońskiej. Jego największą wadą była skłonność do zacięć w przypadku strzelania gorszej jakości amunicją. Po II wojnie światowej był używany w czasie wojny domowej w Chinach i wojny koreańskiej.

## Opis techniczny
Ciężki karabin maszynowy Typ 1 był zespołową bronią samoczynną. Zasada działania oparta na odprowadzaniu gazów prochowych przez boczny otwór w lufie. Ryglowanie ryglem wahliwym. Mechanizm spustowy umożliwiał tylko ogień ciągły. Zasilanie taśmowe (taśma sztywna, trzydziestonabojowa). Lufa niewymienna, chłodzona powietrzem, z żebrami przyspieszającymi chłodzenie, zakończona tłumikiem płomieni. Podstawa trójnożna (umożliwiała prowadzenie ognia przeciwlotniczego). Nogi podstawy wyposażone w obejmy (wkładano w nie drążki ułatwiające przenoszenie karabinu).